# Асгаролади, Хабибулла
Хабибулла Асгаролади (перс. حبيب الله عسگر اولادی مسلمان‎; 3 января 1932, Тегеран — 5 ноября 2013, там же) — иранский политик, министр торговли (1980—1984), лидер и генеральный секретарь Исламской коалиционной партии, влиятельной консервативной политической партии Ирана.

## Биография
Хабибулла Асгаролади родился в семье торговца. Его предки перешли из иудаизма в шиитский ислам.
Асгаролади был членом Совета целесообразности, много лет работал в кабинете министров: был госсекретарём социального обеспечения, министром торговли, а также возглавлял Агентство национальной безопасности и разведывательных служб Ирана. В 1981 и 1985 годах он был кандидатом в президенты Ирана.
В 1981 году на жизнь Асгаролади было совершено неудачное покушение. После Исламской революции 1979 года он был президентом Фонда помощи Имама Хомейни, крупнейшего подразделения социального обеспечения правительства Ирана.
По неофициальным данным, Асгаролади входил в число богатейших людей Ирана с состоянием в несколько миллиардов долларов. Некоторые члены его семьи были включены в список Fortune 500 (статья Millionaire Mullahs), и вместе с Хабибуллой Асгаролади обладали, по оценкам, состоянием около $9 млрд.
В 2012 году Асгаролади опубликовал автобиографию, за которую спикер парламента Али Ардашир Лариджани вручил ему награду. Асгаролади умер 5 ноября 2013 года в тегеранской больнице от сердечной недостаточности.